# Melchior Marion de Brésillac
Venerável Melchior-Marie-Joseph Marion de Brésillac, S.M.A. (Castelnaudary, 2 de dezembro de 1813 - Freetown, 25 de junho de 1859) foi um prelado francês, vigário apostólico na Índia e em Serra Leoa, que fundou a Sociedade das Missões Africanas.

## Biografia
De Brésillac foi ordenado sacerdote em 1838 na diocese de Carcassonne e exerceu o ministério pastoral na paróquia de Saint Michel em Castelnaudary. Enquanto vivia envolvido nas diversas atividades da paróquia, ouviu o apelo do Senhor, que o chamou para se entregar pela vida a missões estrangeiras. Ele fez o devido discernimento e decidiu se tornar um missionário. Ele escolheu a Sociedade para as Missões Estrangeiras de Paris. Depois de vencer alguma resistência do bispo e do pai, ele chegou a Paris em junho de 1841. Preparou-se para a missão por nove meses e foi enviado ao vicariato apostólico de Pondicherry, no sudeste da Índia.
O missionário Brésillac chegou à Índia em 24 de junho de 1842. Após um período de treinamento em idiomas e costumes locais, ele foi designado para a missão de Salem. Depois de apenas alguns meses, tornou-se superior do seminário de Pondicherry. 
Em 4 de outubro de 1846, foi ordenado bispo-titular de Prusa e encarregado da missão de Coimbatore, que se tornaria vicariato apostólico em 1850.
Dedicou-se ao cuidado pastoral dos cristãos, ajudou os pobres, prestou atenção aos doentes e desempregados, trabalhou duro para a formação do clero local. A divisão da população em castas e o comportamento em relação aos costumes locais foram as causas de divergências entre os missionários. O bispo de Brésillac queria mais clareza. A situação existente era um problema sério para sua consciência. Essa dificuldade, combinada com alguns conflitos pessoais locais, levou-o a renunciar ao cargo. O Papa Pio IX aceitou sua renúncia em 16 de março de 1855.
De volta à Europa, de Brésillac queria continuar seu compromisso missionário. Ele decidiu se oferecer para uma missão na África, indo para os povos mais abandonados. Em 1856, ele apresentou um plano à Santa Sé para a abertura de uma missão em Daomé, atual Benim. O projeto foi considerado, mas pediu para fundar uma sociedade missionária. Em 8 de dezembro de 1856, no santuário de Nossa Senhora de Fourvière, em Lião, de Brésillac, com os seis primeiros companheiros, consagrou a Sociedade das Missões Africanas (S.M.A.) a Nossa Senhora.
A Congregação da Propaganda Fide, considerando o clima de Daomé muito inóspito, preferiu atribuir a evangelização de Serra Leoa à recém-formada Sociedade das Missões Africanas. Em 13 de abril de 1858, de Brésillac foi nomeado vigário apostólico da Serra Leoa. Em novembro de 1858, três dos missionários da Sociedade foram para Serra Leoa. Posteriormente, o bispo de Brésillac e outros dois missionários partiram para Freetown e chegaram em 14 de maio de 1859. Infelizmente, na época, uma grave epidemia de febre amarela se alastrou na cidade, que causou muitas vítimas, principalmente entre os europeus. Até o bispo foi afetado por ela, juntamente com seus confrades. Dos seis que estavam, cinco ficaram doentes. Um foi enviado de volta à França. O bispo fundador da Sociedade das Missões Africanas morreu aos 45 anos em 25 de junho de 1859. Os outros quatro missionários morreram no mesmo mês. Serra Leoa ficou sem missionários.
Em Lyon, sede da Sociedade das Missões Africanas, os confrades restantes decidiram continuar apesar da tragédia. Em 1861, as partidas dos missionários foram retomadas e continuam até hoje. Cerca de 4 mil missionários são membros da Sociedade Missionária Africana e atualmente tem cerca de 900 missionários de vários países da Europa, América, Ásia e África. Eles operam em dezessete países africanos. A Sociedade das Missões Africanas é uma sociedade de vida apostólica composta por padres e irmãos assistidos por grupos de associados leigos.
Em 27 de maio de 2020 foram reconhecidas as virtudes heroicas de Melchior-Marie-Joseph Marion de Brésillac, que recebeu o título de Venerável da Igreja Católica.